# Mehmed Reis
Mehmed Reis, fill de Menemenli, fou un oficial de la marina otomana i cartògraf, d'una família de mariners de la mar Egea. És l'autor d'un portolà de la mar Egea, amb Grècia i la costa de l'Àsia Menor, amb cent noranta-nou noms de poblacions en turc de viles i illes, datat el 1590. És considerada més exacta que altres però presenta diferències en la nomenclatura. No s'ha de confondre amb Piri Reis mort el 1554.